# Mullā Abū al-Ḥasan Ardīkānī
Mullā Abū al-Ḥasan Ardīkānī (farsi ملا أبو الحسن أرديكاني), soprannominato Amín-i-Iláhí, ma conosciuto come Hájí Amín, 1831-1928, fu un eminente seguace di Bahá'u'lláh, il fondatore della fede bahai. 
Amín, che fu amministratore del Huqúqu'lláh, fu nominato postumo Mano della Causa da Shoghi Effendi e quindi inserito tra i diciannove Apostoli di Bahá'u'lláh.

## La fede
Aderì al messaggio di Bahá'u'lláh non appena ne venne a conoscenza e si dedicò alla sua diffusione viaggiando per tutta la Persia.
Amín era un letterato e si guadagnò da vivere, durante i suoi viaggi per la fede, insegnando a leggere e a scrivere agli analfabeti. Raccoglieva le lettere che la gente voleva inviare a Bahá'u'lláh di cui diffondeva le tavole.
Si recò ad Acri e fu il primo Bahai non residente ad Acri a incontrare Bahá'u'lláh.
Nel 1880 divenne amministratore del Huqúqu'lláh dopo l'uccisione di Haji Shah-Muhammad Manshadi suo predecessore nelle predetta funzione.
Nel 1891, a causa della sua fede, fu detenuto per tre anni nelle prigioni di Teheran e di Qazvin. Dopo la liberazione e al tempo di 'Abdu'l-Bahá continuò a viaggiare, visitando Acri e Haifa.
Si ritirò nella tarda età a Teheran.